# Juan Navarro Baldeweg
Juan Navarro Baldeweg (ur. 11 czerwca 1939 w Santanderze) – hiszpański architekt malarz i rzeźbiarz. Jest członkiem Królewskiej Akademii Sztuk Pięknych św. Ferdynanda i wykładowcą na Escuela Técnica Superior de Arquitectura w Madrycie.